# Türkədi (Kürdəmir)
Türkədi è un comune dell'Azerbaigian situato nel distretto di Kürdəmir.